# Лединино
Лединино — деревня в Череповецком районе Вологодской области.
Входит в состав Абакановского сельского поселения, с точки зрения административно-территориального деления — в Абакановский сельсовет.
Расстояние по автодороге до районного центра Череповца — 38 км, до центра муниципального образования Абаканово — 8 км. Ближайшие населённые пункты — Волково, Сандалово, Харинская.
По переписи 2002 года население — 2 человека.
В деревне родился генерал-полковник Василий Окунев.